# Leskiäidin tyttäret
Kovemmat kädet är det tredje studioalbumet av det finska poprockbandet PMMP, släppt 15 november 2006 genom Sony BMG.
Samtliga låtar på albumet är skriva av PMMP.

## Låtlista
| Nr  | Titel                     | Längd | Notering                        |
| --- | ------------------------- | ----- | ------------------------------- |
| 1.  | Joku raja                 | 4:57  | Även släppt som CD-singel, 2007 |
| 2.  | Kiitos                    | 3:48  |                                 |
| 3.  | Kesäkaverit               | 3:49  | Även släppt som CD-singel, 2007 |
| 4.  | Henkilökohtaisesti        | 3:55  | Även släppt som CD-singel, 2006 |
| 5.  | Taiteilia                 | 3:36  |                                 |
| 6.  | Päät soittaa              | 3:41  |                                 |
| 7.  | Onko sittenkään hyvä näin | 3:53  |                                 |
| 8.  | Tässä elämä on            | 3:47  | Även släppt som CD-singel, 2007 |
| 9.  | Kohkausrock               | 5:02  |                                 |
| 10. | Leskiäidin tyttäret       | 5:02  |                                 |
| 11. | Salla tahtoo siivet       | 3:51  |                                 |